# José Virgílio Rodrigues Ferreira

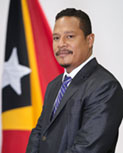
José Virgílio Rodrigues Ferreira

José Virgílio Rodrigues Ferreira (* 5. April 1979 in Dili, Osttimor) ist ein osttimoresischer Politiker. Er ist Mitglied der Partei Congresso Nacional da Reconstrução Timorense (CNRT).

## Werdegang
Con 2004 bis 2006 war Ferreira Chefmechaniker bei der Firma DAST. Von 2007 bis 2015 gehörte er als einfaches Mitglied zur Organização Juventude Partido CNRT (OJP-CNRT), der Jugendorganisation des CNRT an, von 2015 bis 2019 war er Generalkoordinator der OJP-CNRT.
Bei den Parlamentswahlen in Osttimor 2012 hatte Ferreira den 21. Listenplatz der Ersatzkandidaten des CNRT inne. Auf Listenplatz 44 der eigentlichen Kandidaten bei den Parlamentswahlen in Osttimor 2017 war er noch chancenlos. Bei den Parlamentswahlen 2018 verpasste Ferreira den Einzug in das Parlament auf Listenplatz 38 der Aliança para Mudança e Progresso (AMP), der gemeinsamen Liste von CNRT, PLP und KHUNTO. Am 13. Juni rückte er aber für Abgeordnete in das Parlament nach, die ihren Sitz für ein Regierungsamt verfassungsgemäß aufgaben. Ferreira wurde Mitglied der parlamentarischen Kommission für Wirtschaft und Entwicklung (Kommission D).
Bei den Parlamentswahlen 2023 erhielt Ferreira Platz 7 auf der Liste des CNRT und erneut einen Sitz im Nationalparlament.